# Min Buri
Min Buri (in thailandese: เขตมีนบุรี) è uno dei 50 distretti (khet) della città di Bangkok, in Thailandia.